# Гірськолижний спорт на зимових Олімпійських іграх 2014 — супергігант (жінки)
Змагання у супергіганті у гірськолижному спорті серед жінок на зимових Олімпійських іграх 2014 пройшли 15 лютого. Місцем проведення змагань став гірськолижний курорт Роза Хутір. Змагання розпочалися о 11:00 за місцевим часом (UTC+4). У жіночому супергіганті візьмуть участь 49 спортсменок з 25 країн. Чемпіонкою 2010 року у цій дисципліні є австрійська гірськолижниця Андреа Фішбахер, але в Сочі вона не виступала.
Анна Феннінґер виграла свою першу олімпійську медаль, Марія Гефль-Ріш — четверту, Ніколь Госп — третю.
Під час спуску Хефль-Ріш на трасу вийшов один із співробітників, що заборонено правилами, однак німкеня заявила, що вона не подаватиме протест, оскільки вийшов не завадив їй.

## Медалісти
| Золото                   | Срібло                      | Бронза                |
| Анна Феннінґер · Австрія | Марія Гефль-Ріш · Німеччина | Ніколь Госп · Австрія |

## Змагання
| Місце | Номер | Спортсменка               | Країна          | Час     | Відставання |
| ----- | ----- | ------------------------- | --------------- | ------- | ----------- |
| 1     | 18    | Анна Феннінґер            | Австрія         | 1:25,52 |             |
| 2     | 22    | Марія Гефль-Ріш           | Німеччина       | 1:26,07 | +0,55       |
| 3     | 16    | Ніколь Госп               | Австрія         | 1:26,18 | +0,66       |
| 4     | 20    | Лара Гут                  | Швейцарія       | 1:26,25 | +0,73       |
| 5     | 19    | Тіна Мазе                 | Словенія        | 1:26,28 | +0,76       |
| 6     | 30    | Френці Ауфденблаттен      | Швейцарія       | 1:26,79 | +1,27       |
| 7     | 9     | Фаб'єн Сутер              | Швейцарія       | 1:26,89 | +1,37       |
| 8     | 14    | Джулія Манкузо            | США             | 1:27,04 | +1,52       |
| 9     | 15    | Вікторія Ребенсбург       | Німеччина       | 1:27,08 | +1,56       |
| 10    | 10    | Надя Фанкіні              | Італія          | 1:27,20 | +1,68       |
| 11    | 12    | Ферена Штуффер            | Італія          | 1:27,52 | +2,00       |
| 11    | 13    | Регіна Штерц              | Австрія         | 1:27,52 | +2,00       |
| 13    | 23    | Ілька Штугець             | Словенія        | 1:27,69 | +2,17       |
| 14    | 24    | Лотте Смісет Сейерстед    | Норвегія        | 1:27,80 | +2,28       |
| 15    | 35    | Едіт Міклош               | Угорщина        | 1:27,87 | +2,35       |
| 16    | 28    | Маруша Ферк               | Словенія        | 1:28,19 | +2,67       |
| 17    | 33    | Клара Крижова             | Чехія           | 1:28,30 | +2,78       |
| 18    | 2     | Лінні Сміт                | США             | 1:28.38 | +2.86       |
| 19    | 27    | Рагнхільд Мовінкеля       | Норвегія        | 1:28,53 | +3,01       |
| 20    | 31    | Маріє-П'єр Префонтейн     | Канада          | 1:28.67 | +3.15       |
| 21    | 39    | Сара Гектор               | Швеція          | 1:28,71 | +3,19       |
| 22    | 42    | Барбара Канторова         | Словаччина      | 1:28.91 | +3.39       |
| 23    | 34    | Чеммі Елкотт              | Велика Британія | 1:29,14 | +3,62       |
| 24    | 32    | Олена Яковишина           | Росія           | 1:29,38 | +3,86       |
| 25    | 43    | Катерина Полатова         | Чехія           | 1:30.17 | +4.65       |
| 26    | 40    | Макарена Симара Біркнер   | Аргентина       | 1:31,10 | +5,58       |
| 27    | 50    | Богдана Мацьоцька         | Україна         | 1:31.58 | +6.06       |
| 28    | 47    | Анна Берец                | Угорщина        | 1:33,07 | +7,55       |
| 29    | 45    | Хельга Маря Вільялмдоттір | Ісландія        | 1:33.42 | +7.90       |
| 30    | 44    | Аня Моніка Кайлл          | Румунія         | 1:33,73 | +8,21       |
|       | 17    | Тіна Вайратер             | Ліхтенштейн     | DNS     |             |
|       | 1     | Кароліна Руїс Кастільо    | Іспанія         | DNF     |             |
|       | 3     | Даніела Мерігетті         | Італія          | DNF     |             |
|       | 5     | Марі-Мішель Ганьон        | Канада          | DNF     |             |
|       | 6     | Марі Маршан-Арвье         | Франція         | DNF     |             |
|       | 8     | Кайса Клинг               | Швеція          | DNF     |             |
|       | 21    | Елізабет Гергль           | Австрія         | DNF     |             |
|       | 25    | Лариса Юрків              | Канада          | DNF     |             |
|       | 26    | Франческа Марсалья        | Італія          | DNF     |             |
|       | 29    | Стейсі Кук                | США             | DNF     |             |
|       | 36    | Марія Бєдарєва            | Росія           | DNF     |             |
|       | 37    | Кароліна Храпек           | Польща          | DNF     |             |
|       | 38    | Грета Смолл               | Австралія       | DNF     |             |
|       | 48    | Христина Саалова          | Словаччина      | DNF     |             |